# Castelo de Skhvilo
O castelo de Skhvilo (em georgiano: სხვილო, სხვილოს ციხე), também conhecido como fortaleza de Skhvilo, é uma fortaleza medieval situada na Ibéria Interior, ao distrito de Kaspi, Geórgia. Foi construído no século XIV.

## Arquitetura
O castelo é alongado, retangular, com uma entrada ao oeste. Relativamente bem conservado, tem uma superfície de 45 × 20 m; sobressai com paredes altas de três a quatro andares (uns 10 m) do chão. O largo das paredes é de três a quatro metros. Ao lado oeste há dois baluartes semicirculares, e a leste quatro, que emergem da parede em forma de pilar. O único acesso estava ao sudoeste. No pátio detrás da porta, havia outra parede que bloqueava o passo aos edifícios posteriores. Ao norte há uma torre de vigilância; uma segunda torre, reduzida à altura da parede, se encontra ao lado sul. Entre ambas as duas torres encontram-se os edifícios residenciais apoiados contra o muro e um edifício que originariamente era uma igreja.

## História
A história do castelo de Skhvilo está relacionada com o surgimento dos antepassados feudais de Zevgendenidze (Amilakhvarni). No século XIV, estes receberam pela primeira vez a propriedade, a qual usaram como residência. Nos séculos XVI-XVII, transladaram-se a Kvemo e o castelo de Skhvilo serviu como fortaleza. No século XVII, Iota Amilakhvari, protegido e amparado no castelo, foi atacado pelo rei Rustã Cã Cosrou Mirza, ao qual derrotou Amilakhvari. No século XVII, foi uma das fortalezas do governador da Ibéria, Givi Amilakhvari, que lutou contra a agressão do Irão. Até o final do século XVIII, o castelo de Skhvilo pertenceu à família Amilakhvarts. Posteriormente, perdeu o antigo valor militar.